# Eetu Vähäsöyrinki
Eetu Risto Ilmari Vähäsöyrinki (Jyväskylä, 12 aprile 1990) è un ex combinatista nordico finlandese.

## Biografia
Vähäsöyrinki, originario di Rovaniemi, ha esordito in Coppa del Mondo il 26 novembre 2010 a Kuusamo, senza concludere la prova. Ha debuttato ai Campionati mondiali a Oslo 2011, dove si è classificato 46º nel trampolino normale, 47º nel trampolino lungo e 7º nella gara a squadre dal trampolino normale. Due anni dopo, nella rassegna iridata della Val di Fiemme, è stato 37º nel trampolino lungo, 11º nella sprint a squadre dal trampolino lungo e 8º nella gara a squadre dal trampolino normale.
Ai XXII Giochi olimpici invernali di Soči 2014, sua prima presenza olimpica, si è piazzato al 38º posto sia nel trampolino normale, sia nel trampolino lungo. Nella stagione successiva ai Mondiali di Falun è stato 42º nel trampolino lungo e 9º nella gara a squadre dal trampolino normale.

## Palmarès

### Coppa del Mondo
- Miglior piazzamento in classifica generale: 46º nel 2014